# Futebol nos Jogos Olímpicos de Verão de 2024
Os torneios de futebol nos Jogos Olímpicos de Verão de 2024 foi realizado entre 24 de julho e 10 de agosto de 2024 em sete estádios pela França. Além da cidade-sede olímpica de Paris, as partidas também foram disputadas em Bordeaux, Décines-Charpieu, Marselha, Nantes, Nice e Saint-Étienne. As equipes masculinas são restritas a jogadores com menos de 23 anos (nascidos em ou após 1º de janeiro de 2001), com um máximo de três jogadores sem limite de idade permitidos, enquanto não há restrições de idade nas equipes femininas. O Brasil era o atual bicampeão masculino, mas não se classificou para o torneio, enquanto o Canadá era o atual campeão feminino.

## Locais
Ao todo serão utilizados sete estádios localizados em sete cidades diferentes, sendo a maior parte na região ao sul da França, confirmados em 17 de dezembro de 2020.
| Marselha                                                            | Décines-Charpieu                                                    | Paris                 |
| ------------------------------------------------------------------- | ------------------------------------------------------------------- | --------------------- |
| Stade de Marseille                                                  | Stade de Lyon                                                       | Parc des Princes      |
| Capacidade: 67 394                                                  | Capacidade: 59 186                                                  | Capacidade: 47 929    |
|                                                                     |                                                                     |                       |
| Marseille Décines-Charpieu Paris Bordeaux Saint-Étienne Nice Nantes | Marseille Décines-Charpieu Paris Bordeaux Saint-Étienne Nice Nantes | Bordeaux              |
| Marseille Décines-Charpieu Paris Bordeaux Saint-Étienne Nice Nantes | Marseille Décines-Charpieu Paris Bordeaux Saint-Étienne Nice Nantes | Stade de Bordeaux     |
| Marseille Décines-Charpieu Paris Bordeaux Saint-Étienne Nice Nantes | Marseille Décines-Charpieu Paris Bordeaux Saint-Étienne Nice Nantes | Capacidade: 42 115    |
| Marseille Décines-Charpieu Paris Bordeaux Saint-Étienne Nice Nantes | Marseille Décines-Charpieu Paris Bordeaux Saint-Étienne Nice Nantes |                       |
| Saint-Étienne                                                       | Nice                                                                | Nantes                |
| Stade Geoffroy-Guichard                                             | Stade de Nice                                                       | Stade de la Beaujoire |
| Capacidade: 41 965                                                  | Capacidade: 36 178                                                  | Capacidade: 35 322    |
|                                                                     |                                                                     |                       |

## Qualificação
O Conselho da FIFA aprovou a distribuição de vagas em sua reunião de 24 de fevereiro de 2022. Cada Comitê Olímpico Nacional poderia inscrever apenas uma equipe masculina e uma equipe feminina de 18 jogadores, além de quatro reservas.
Masculino
Além da nação sede, a França, 15 seleções masculinas sub-23 se classificaram através de suas respectivas competições continentais.
| Método                                    | Datas                                   | Local             | Vagas | Classificados                       |
| ----------------------------------------- | --------------------------------------- | ----------------- | ----- | ----------------------------------- |
| País sede                                 | —                                       | —                 | 1     | França                              |
| Campeonato da CONCACAF Sub-20 de 2022     | 18 de junho – 3 de julho de 2022        | Honduras          | 2     | República Dominicana Estados Unidos |
| Campeonato Europeu Sub-21 de 2023         | 21 de junho – 8 de julho de 2023        | Geórgia · Roménia | 3     | Espanha Israel Ucrânia              |
| Copa Africana de Nações Sub-23 de 2023    | 24 de junho – 8 de julho de 2023        | Marrocos          | 3     | Marrocos Egito Mali                 |
| Pré-Olímpico da OFC de 2023               | 27 de agosto – 9 de setembro de 2023    | Nova Zelândia     | 1     | Nova Zelândia                       |
| Pré-Olímpico Sul-Americano Sub-23 de 2024 | 20 de janeiro – 11 de fevereiro de 2024 | Venezuela         | 2     | Paraguai Argentina                  |
| Copa da Ásia Sub-23 de 2024               | 15 de abril – 3 de maio de 2024         | Catar             | 3     | Japão Uzbequistão Iraque            |
| Play-off da AFC–CAF                       | 9 de maio de 2024                       | França            | 1     | Guiné                               |
| Total                                     |                                         |                   | 16    |                                     |

Feminino
Além da nação anfitriã, a França, 11 seleções femininas se classificaram através de suas respectivas competições continentais.
| Método                                       | Datas                      | Local            | Vagas | Classificados    |
| -------------------------------------------- | -------------------------- | ---------------- | ----- | ---------------- |
| País sede                                    | —                          | —                | 1     | França           |
| Campeonato da CONCACAF de 2022               | 4–18 de julho de 2022      | México           | 1     | Estados Unidos   |
| Copa América de 2022                         | 8–30 de julho de 2022      | Colômbia         | 2     | Brasil Colômbia  |
| Play-off da CONCACAF                         | 22–26 de setembro de 2023  | Jamaica · Canadá | 1     | Canadá           |
| Pré-Olímpico da OFC de 2024                  | 7–19 de fevereiro de 2024  | Samoa            | 1     | Nova Zelândia    |
| Finais da Liga das Nações da UEFA de 2023–24 | 21–28 de fevereiro de 2024 | Vários           | 2     | Espanha Alemanha |
| Pré-Olímpico da AFC de 2024                  | 24–28 de fevereiro de 2024 | Vários           | 2     | Austrália Japão  |
| Pré-Olímpico da CAF de 2024                  | 1–9 de abril de 2024       | Vários           | 2     | Nigéria Zâmbia   |
| Total                                        |                            |                  | 12    |                  |

## Nações participantes
| Nação                    | Masculino | Feminino | Competidores |
| ------------------------ | --------- | -------- | ------------ |
| GER Alemanha             |           | Yes      | 20           |
| ARG Argentina            | Yes       |          | 18           |
| AUS Austrália            |           | Yes      | 19           |
| BRA Brasil               |           | Yes      | 22           |
| CAN Canadá               |           | Yes      | 19           |
| COL Colômbia             |           | Yes      | 19           |
| EGY Egito                | Yes       |          | 19           |
| ESP Espanha              | Yes       | Yes      | 44           |
| USA Estados Unidos       | Yes       | Yes      | 39           |
| FRA França               | Yes       | Yes      | 41           |
| GUI Guiné                | Yes       |          | 19           |
| IRQ Iraque               | Yes       |          | 19           |
| ISR Israel               | Yes       |          | 19           |
| JPN Japão                | Yes       | Yes      | 43           |
| MLI Mali                 | Yes       |          | 18           |
| MAR Marrocos             | Yes       |          | 19           |
| NGR Nigéria              |           | Yes      | 18           |
| NZL Nova Zelândia        | Yes       | Yes      | 39           |
| PAR Paraguai             | Yes       |          | 19           |
| DOM República Dominicana | Yes       |          | 19           |
| UKR Ucrânia              | Yes       |          | 18           |
| UZB Uzbequistão          | Yes       |          | 21           |
| ZAM Zâmbia               |           | Yes      | 20           |
| Total: 23 CONs           | 16        | 12       | 551          |

## Calendário
O cronograma da competição foi anunciado em 1º de abril de 2022. A programação final das partidas foi confirmada pela Federação Internacional de Futebol (FIFA) em 28 de julho de 2022.
| G | Fase de grupos | QF | Quartas de final | SF | Semifinais | B | Disputa pelo bronze | F | Final |

| DataEvento | Qua 24 jul | Qui 25 jul | Sex 26 jul | Sáb 27 jul | Dom 28 jul | Seg 29 jul | Ter 30 jul | Qua 31 jul | Qui 1 ago | Sex 2 ago | Sáb 3 ago | Dom 4 ago | Seg 5 ago | Ter 6 ago | Qua 7 ago | Qui 8 ago | Sex 9 ago | Sáb 10 ago |
| ---------- | ---------- | ---------- | ---------- | ---------- | ---------- | ---------- | ---------- | ---------- | --------- | --------- | --------- | --------- | --------- | --------- | --------- | --------- | --------- | ---------- |
| Masculino  | G          |            |            | G          |            |            | G          |            |           | QF        |           |           | SF        |           |           | B         | F         |            |
| Feminino   |            | G          |            |            | G          |            |            | G          |           |           | QF        |           |           | SF        |           |           | B         | F          |

## Medalhistas
| Evento             | Ouro | Prata | Bronze |
| ------------------ | --- | --- | --- |
| Masculino detalhes | Arnau Tenas Marc Pubill Juan Miranda Eric García Pau Cubarsí Pablo Barrios Diego López Beñat Turrientes Abel Ruiz Álex Baena Fermín López Jon Pacheco Joan García Aimar Oroz Miguel Gutiérrez Adrián Bernabé Sergio Gómez Samu Omorodion Cristhian Mosquera Juanlu Sánchez Sergio Camello Alejandro Iturbe ESP Espanha | Obed Nkambadio Castello Lukeba Adrien Truffert Loïc Badé Kiliann Sildillia Manu Koné Michael Olise Maghnes Akliouche Arnaud Kalimuendo Alexandre Lacazette Désiré Doué Enzo Millot Joris Chotard Jean-Philippe Mateta Bradley Locko Guillaume Restes Soungoutou Magassa Rayan Cherki Chrislain Matsima Andy Diouf Johann Lepenant FRA França | Munir Mohamedi Achraf Hakimi Akram Nakach Mehdi Boukamir Adil Tahif Benjamin Bouchouari Eliesse Ben Seghir Bilal El Khannous Soufiane Rahimi Ilias Akhomach Zakaria El Ouahdi Rachid Ghanimi Yassine Kechta Oussama Targhalline El Mehdi Maouhoub Abde Ezzalzouli Oussama El Azzouzi Amir Richardson Haytam Manaout MAR Marrocos |
| Feminino detalhes  | Alyssa Naeher Emily Fox Korbin Albert Naomi Girma Trinity Rodman Casey Krueger Crystal Dunn Lynn Williams Mallory Swanson Lindsey Horan Sophia Smith Tierna Davidson Jenna Nighswonger Emily Sonnett Jaedyn Shaw Rose Lavelle Sam Coffey Casey Murphy Croix Bethune Emily Sams USA Estados Unidos                      | Lorena Antônia Tarciane Rafaelle Duda Sampaio Tamires Kerolin Vitória Yaya Adriana Marta Jheniffer Tainá Yasmim Ludmila Thaís Gabi Nunes Ana Vitória Gabi Portilho Priscila Angelina Lauren Luciana BRA Brasil | Merle Frohms Sarai Linder Kathrin Hendrich Bibiane Schulze Marina Hegering Janina Minge Lea Schüller Sydney Lohmann Sjoeke Nüsken Laura Freigang Alexandra Popp Ann-Katrin Berger Sara Doorsoun Elisa Senß Giulia Gwinn Jule Brand Klara Bühl Vivien Endemann Felicitas Rauch Nicole Anyomi GER Alemanha                         |

## Quadro de medalhas
| Ordem | País               | Medalha de ouro | Medalha de prata | Medalha de bronze |   | Ordem por total |
| ----- | ------------------ | --------------- | ---------------- | ----------------- | - | --------------- |
| 1     | ESP Espanha        | 1               |                  |                   | 1 | 1               |
|       | USA Estados Unidos | 1               |                  |                   | 1 | 1               |
| 3     | BRA Brasil         |                 | 1                |                   | 1 | 1               |
|       | FRA França         |                 | 1                |                   | 1 | 1               |
| 5     | GER Alemanha       |                 |                  | 1                 | 1 | 1               |
|       | MAR Marrocos       |                 |                  | 1                 | 1 | 1               |
| TOTAL | TOTAL              | 2               | 2                | 2                 | 6 | —               |